# オタク川柳
オタク川柳とは、株式会社インターリンク主催のコンテストで同社の登録商標。また、ここで詠まれた川柳自体も指す。

## 概要
インターリンクが主催する『あなたが選ぶオタク川柳大賞』に応募される、オタクの「気持ち」や「あるある」を詠んだ川柳のこと。
2005年の第1回から2007年の第3回まではIT川柳として公募していたが、2008年の第4回からは、お題をIT関連からオタク全般に広げて募集するようになった。応募総数はのべ4万通以上に上る。
2012年の第7回では、オタク独特の笑い方を表現したとされる4位の「デュフフコポォ オウフドプフォ フォカヌポウ」が、1位作品の「一児より二次に手をかけ　家事惨事」と同等にクローズアップされた。
また、川柳と同時にオタク川柳キャラクター「にゃこ式部」の一般オーディション（グランプリは二次元1名、三次元1名）も毎年行っている。三次元の応募は三代目から開始され、ねぎ（三代目）、のろちゃん（四代目）、えりにゃん（五代目）が選ばれた。
また同名の書籍が2011年に学研パブリッシングより出版、増刷され、当時AKB48の指原莉乃、細川茂樹、ルー大柴、椿姫彩菜、加藤夏希、森永卓郎、辛酸なめ子、長島☆自演乙☆雄一郎、石原まこちん等が自作のオタク川柳で参加している。2012年リリースの同名CDには、声優の杉田智和、寺島拓篤、島﨑信長が起用されている。
Japan Expo(開催期間2012/7/5～8、開催地パリ)では、オタク川柳Tシャツを展示した。
スガシカオも自身のブログでオタク川柳のファンであることを公言している。

## 選考方法
オタク川柳選考委員会が選出した20句をWEB一般投票し、オタク川柳大賞（ネ申de賞）が決定する。

## 最近の傾向
毎年のオタク的流行を踏まえて、オタク側から詠んだもの、非オタク側から詠んだものをバランスよく選んでいる。毎年マニアックなものも1句は入れてある。また、川柳とペンネームに関連性があるものが選出されることが多い。